# Čepinec
Čepinec je malá vesnice, část městyse Žinkovy v okrese Plzeň-jih v Plzeňském kraji. Nachází se asi dva kilometry jižně od Žinkov. Čepinec leží v katastrálním území Žinkovy o výměře 9,17 km².

## Historie
První písemná zmínka o vesnici pochází z roku 1789.

## Obyvatelstvo
| Rok            | 1869 | 1880 | 1890 | 1900 | 1910 | 1921 | 1930 | 1950 | 1961 | 1970 | 1980 | 1991 | 2001 | 2011 | 2021 |
| -------------- | ---- | ---- | ---- | ---- | ---- | ---- | ---- | ---- | ---- | ---- | ---- | ---- | ---- | ---- | ---- |
| Počet obyvatel | 185  | 185  | 146  | 148  | 144  | 120  | 110  | 89   | 102  | 99   | 68   | 47   | 40   | 36   | 42   |
| Počet domů     | 23   | 23   | 25   | 25   | 25   | 25   | 25   | 26   | 26   | 24   | 22   | 23   | 23   | 23   | 23   |

## Rodáci
- Vojtěch Kovář (1885–1918), vojín rakousko-uherské armády, jeden z vůdců Rumburské vzpoury

## Galerie

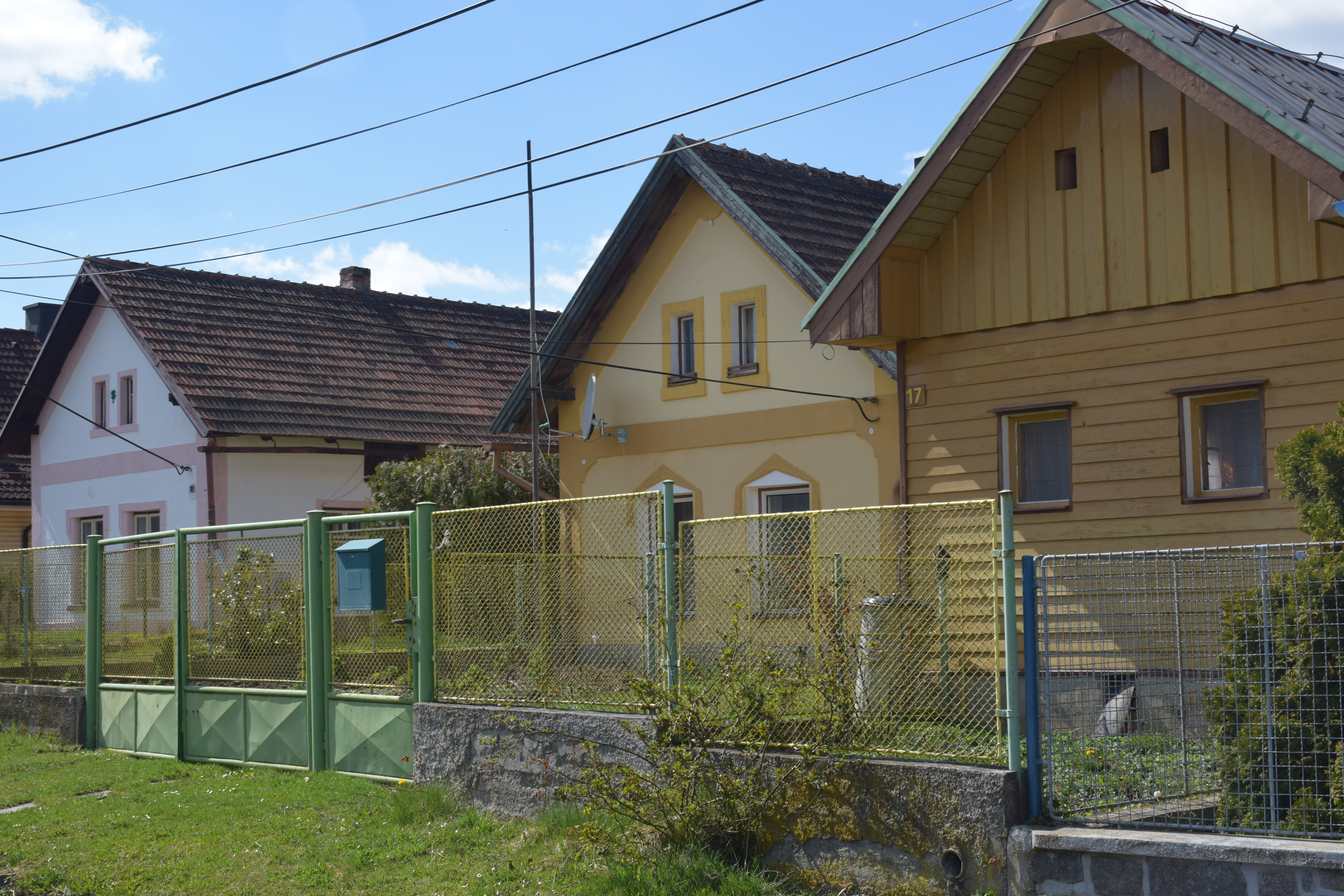
Pohled do vsi
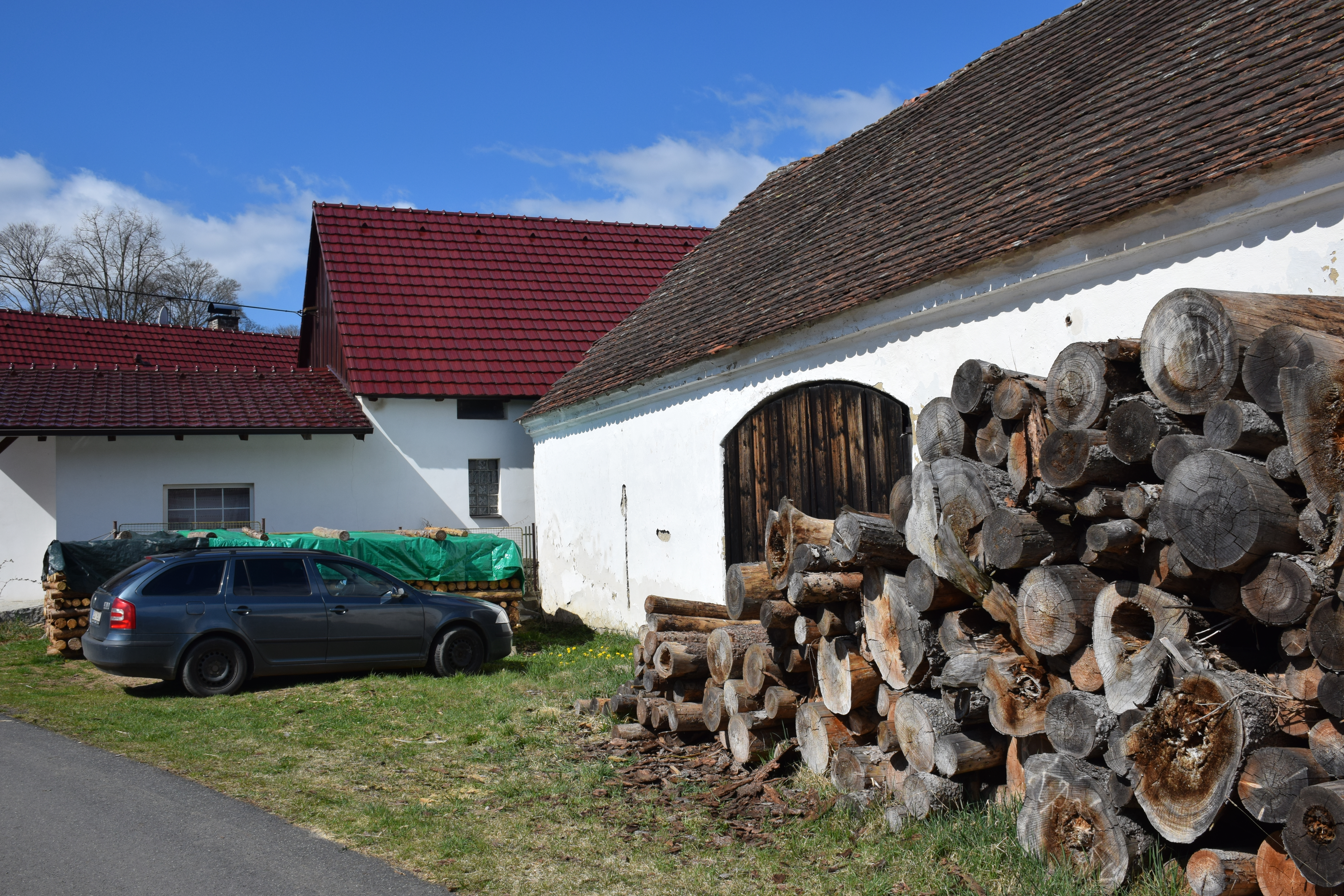
Stodola
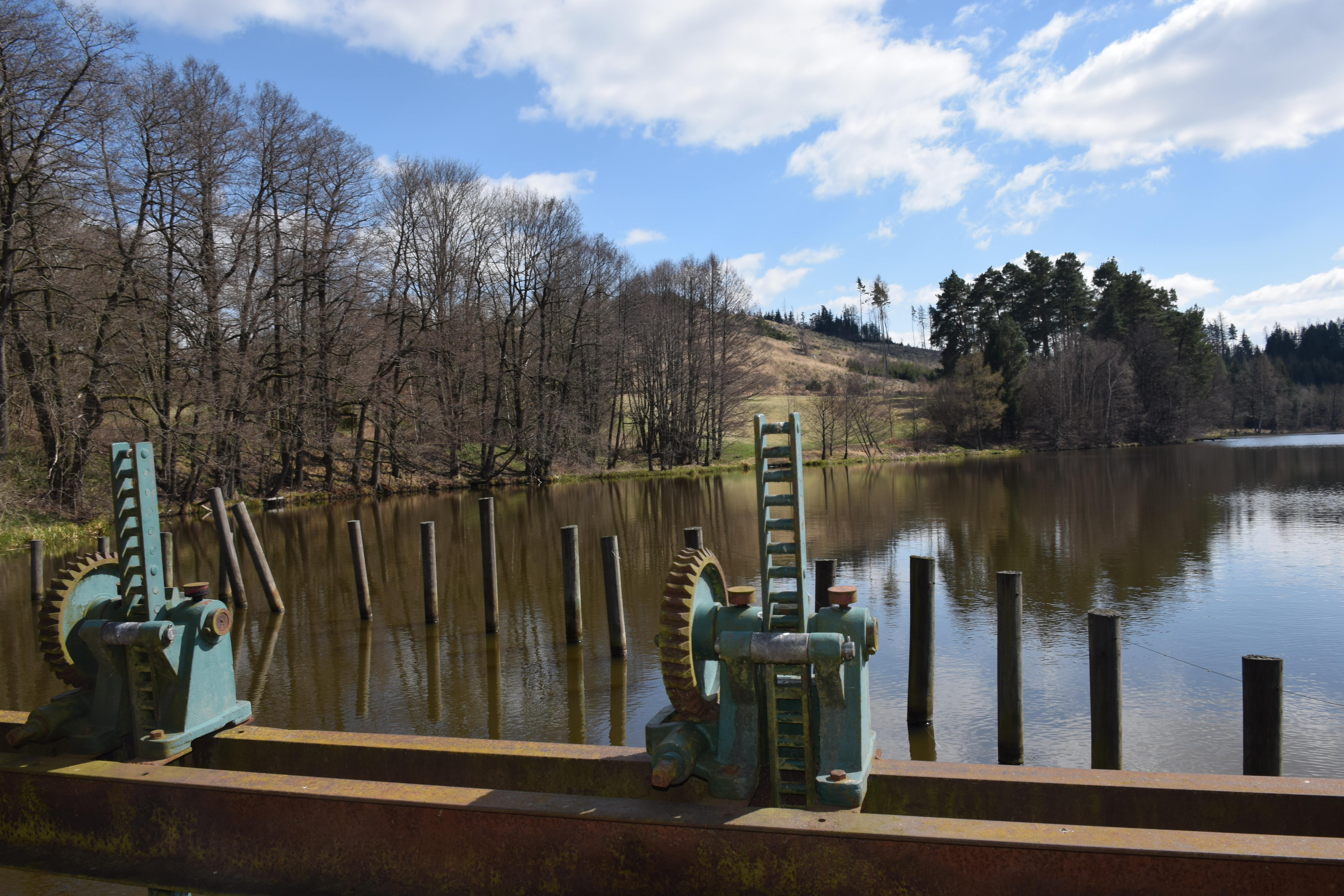
Rybník se stavidlem
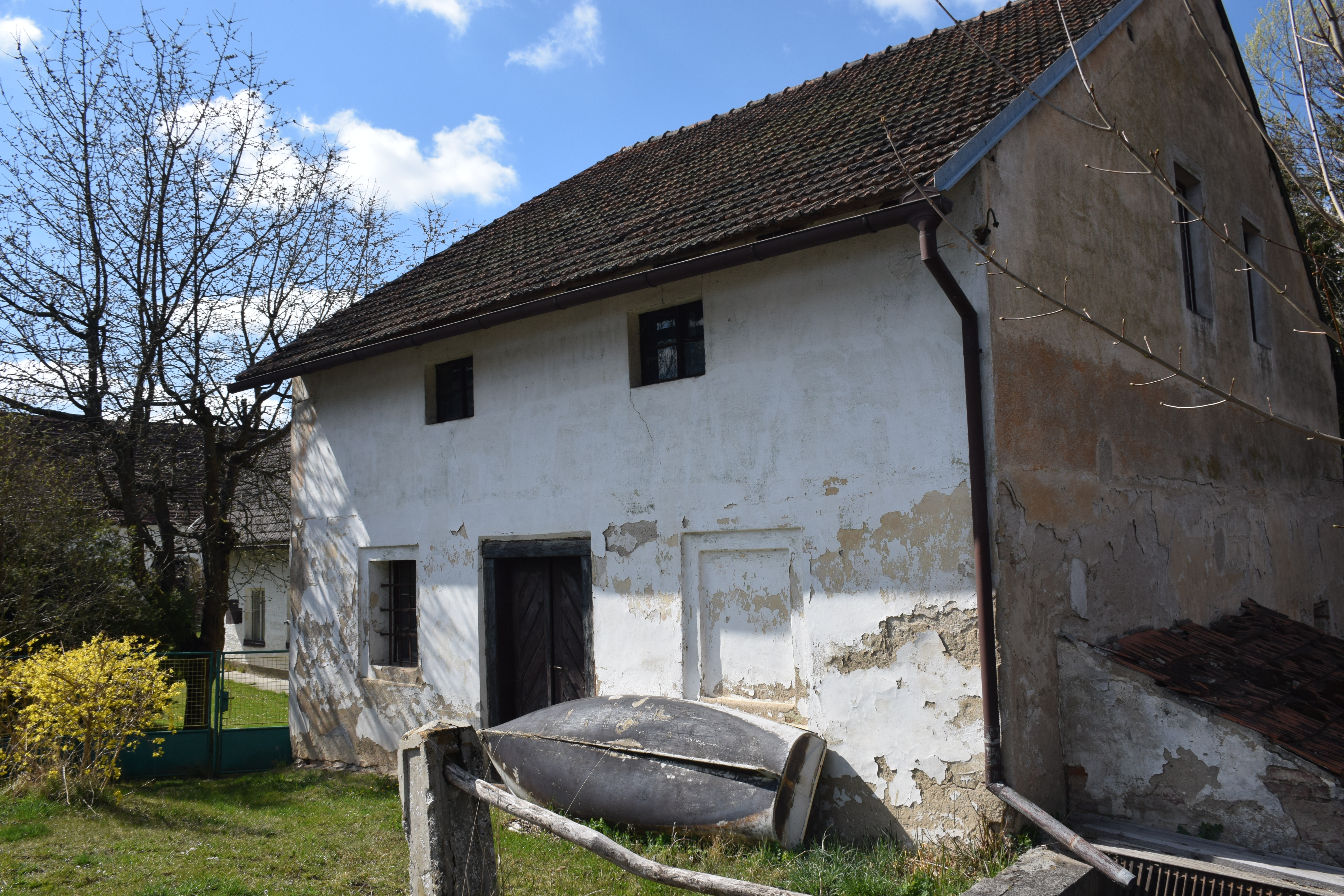
Dům na hrázi